# Päpstliche Universität

Eine Päpstliche Universität ist eine römisch-katholische Universität, die durch den Heiligen Stuhl errichtet wurde und unter dessen direkter Aufsicht steht. In der Römischen Kurie ist das Dikasterium für die Kultur und die Bildung zuständig. Insbesondere in Rom haben viele Ordensgemeinschaften eigene Universitäten gegründet.
In der Liste werden nur diejenigen katholischen bzw. päpstlichen Universitäten aufgelistet, die explizit im Päpstlichen Jahrbuch (Annuario Pontificio) aufgeführt werden, d. h. nach päpstlichem Recht errichtet und anerkannt sind. Eine Liste mit allen katholischen Universitäten findet sich unter Katholische Universität.

## Argentinien
- Päpstliche Katholische Universität von Argentinien („Santa Maria de los Buenos Aires UCA“)

## Brasilien
- Päpstliche Katholische Universität von Campinas
- Päpstliche Katholische Universität von Goiás
- Päpstliche Katholische Universität von Minas Gerais
- Päpstliche Katholische Universität von São Paulo
- Päpstliche Katholische Universität von Paraná
- Päpstliche Katholische Universität von Rio de Janeiro
- Päpstliche Katholische Universität von Rio Grande do Sul

## Belgien
- Katholieke Universiteit Leuven (KU Leuven)
- Université catholique de Louvain (UCL)

## Chile
- Päpstliche Katholische Universität von Chile
- Päpstliche Katholische Universität von Valparaíso

## Dominikanische Republik
- Päpstliche Katholische Universität „Mater et Magistra“

## Ecuador
- Päpstliche Katholische Universität von Ecuador

## Frankreich
- Institut Catholique de Paris (Institut Catholique d’Études Supérieures (ICES))
- Katholische Universität Lille
- Katholische Universität Lyon
- Université Catholique de l’Ouest, Angers
- Katholisches Institut von Toulouse

## Guatemala
- Rafael Landívar Universität

## Irland
- St Patrick’s College (Maynooth)

## Italien
Rom hat zweiundzwanzig päpstliche Institutionen. Sie sind als päpstliche Universitäten organisiert (Bezug auf can. 815) sowie als päpstliche Athenaea, Fakultäten und Institute (Bezug auf can. 814).
- Päpstliche Universität Antonianum (Franziskaner)
- Päpstliche Universität Auxilium
- Päpstliche Universität Gregoriana (Jesuiten)
- Päpstliche Lateranuniversität (Diözese Rom)
- Päpstliche Universität der Salesianer
- Päpstliche Universität Santa Croce (Opus Dei)
- Päpstliche Universität Heiliger Thomas von Aquin (Dominikaner)
- Päpstliche Universität Urbaniana (Dikasterium für die Evangelisierung)

### Päpstliche Athenaea, Fakultäten, Institute, Akademien
- Päpstliches Athenaeum Regina Apostolorum (Legionäre Christi)
- Päpstliches Athenaeum Sant’Anselmo Anselmianum (Benediktiner)
- Päpstliche Fakultät für Bildung Auxilium (Salesianer), heute Universität Auxilium
- Päpstliche Fakultät Teresianum Päpstliche Fakultät für Theologie und Institut für Spiritualität Teresianum (Unbeschuhte Karmeliten)
- Päpstliche Theologische Fakultät „Marianum“ (Serviten)
- Päpstliche Theologische Fakultät San Bonaventura Seraphicum (Franziskaner)
- Päpstliches Theologisches Institut Johannes Paul II. für Ehe- und Familienwissenschaften
- Päpstliches Institut für Arabische und Islamische Studien PISAI (Weiße Väter)
- Päpstliches Institut für christliche Archäologie PIAC
- Päpstliches Institut für Kirchenmusik PIMS
- Päpstliches Institut für Ambrosianische Kirchenmusik PIAMS in Mailand [mit PIMS verbunden][1]
- Päpstliches Bibelinstitut Biblicum (Jesuiten) [mit Gregoriana verbunden]
- Päpstliches Orientalisches Institut Orientale (Jesuiten) [mit Gregoriana verbunden]
- Päpstliches Patristisches Institut Augustinianum (Augustiner) [in Lateranum eingetragen]
- Päpstliches Institut für Theologie des geweihten Lebens Claretianum (Claretiner) [in Lateranum eingetragen]
- Päpstliche Akademie Alfonsiana für Moraltheologie Accademia Alfonsiana (Redemptoristen) [in Lateranum eingetragen]
- Päpstliche Akademie der Sozialwissenschaften
- Päpstliche Akademie der Wissenschaften
- Päpstliche Akademie für die lateinische Sprache
- Internationale Marianische Päpstliche Akademie
- Päpstliche Akademie Cultorum Martyrum
- Päpstliche Akademie für das Leben

## Kanada
- Universität Saint Paul
- Universität Sherbrooke

## Kenia
- Katholische Universität von Ostafrika

## Kolumbien
- Päpstliche Universität Xaveriana
- Päpstliche Universität Bolivariana

## Kuba
- Katholische Universität Santo Thomas (derzeit nicht aktiv)

## Libanon
- Université Saint-Joseph

## Mexiko
- Universidad Pontificia de México, Tlalpan, Mexiko-Stadt

## Panama
- Universidad S. Maria La Antigua

## Paraguay
- Universidad Católica Nuestra Señora de la Asunción, Asunción

## Peru
- Päpstliche Katholische Universität von Peru

## Philippinen
- Päpstliche und Königliche Universität des heiligen Thomas von Aquin in Manila

## Polen
- Katholische Universität Lublin Johannes Paul II
- Päpstliche Universität Johannes Paul II. in Krakau

## Portugal
- Katholische Universität Portugal in Lissabon, Porto, Braga und Beira

## Puerto Rico
- Päpstliche Katholische Universität von Puerto Rico

## Spanien
- Päpstliche Universität Salamanca
- Päpstliche Universität Comillas

## Taiwan
- Katholische Fu-Jen-Universität

## Ungarn
- Katholische Péter-Pázmány-Universität

## Uruguay
- Katholische Universität von Uruguay Dámaso Antonio Larrañaga

## USA
- Niagara-Universität
- Katholische Universität von Amerika
- Georgetown-Universität

## Venezuela
- Katholische Universität Andrés Bello
- Universidad Catolica de Tachira